# 가라바흐 FK

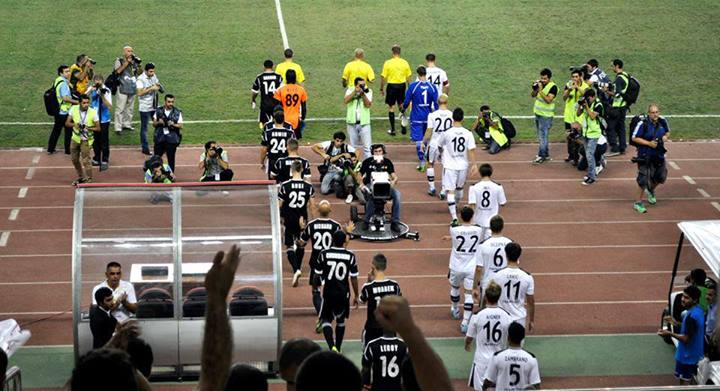

가라바흐 FK(아제르바이잔어: Qarabağ FK)는 아제르바이잔의 축구 팀이다. 이 팀은 1951년에 창립했으며 현재는 아제르바이잔 프리미어리그에 출전하고 있다. 원래 연고지는 아그담이지만 1993년 나고르노카라바흐 전쟁의 여파로 인해 바쿠로 옮기면서 오늘에 이른다.

## 우승 기록

### 아제르바이잔
- 아제르바이잔 리그
  - 우승: (12회) 1993, 2013–14, 2014–15, 2015–16, 2016–17, 2017–18, 2018–19, 2019–20, 2021-22, 2022-23, 2023-24, 2024-25
- 아제르바이잔 컵
  - 우승: (6회) 1993, 2005–06, 2008–09, 2014–15, 2015–16, 2016–17
- 아제르바이잔 슈퍼컵
  - 우승: (1회) 1994

## 선수 명단

### 현역
참고: FIFA 자격 규정에 따라 소속된 국가대표팀 국기를 표시합니다. 선수는 복수의 FIFA 비회원국 국적을 가지고 있을 수 있습니다.
| 번호 | 포지션 | 국적   | 이름          |
| ---- | ------ | ------ | ------------- |
| 7    | MF     | 알제리 | 야신 벤지아   |
| 10   | MF     |        | 압델라 주비르 |

| 번호 | 포지션 | 국적     | 이름        |
| ---- | ------ | -------- | ----------- |
| 81   | DF     | 콜롬비아 | 케빈 메디나 |